# Julie Harrington
Pour les articles homonymes, voir Harrington.
Julie Harrington (née le 24 mars 1962) est une joueuse de tennis américaine, professionnelle de la fin des années 1970 à 1984.
À trois reprises, elle a atteint le 3e tour dans les épreuves du Grand Chelem en simple, dont deux à l'US Open.

## Palmarès

### Titre en simple dames
Aucun

### Finales en simple dames
| No | Date       | Nom et lieu du tournoi            | Catégorie | Dotation | Surface    | Vainqueure      | Score    |          |
| -- | ---------- | --------------------------------- | --------- | -------- | ---------- | --------------- | -------- | -------- |
| 1  | 12/10/1981 | Borden Classic, Kyoto             |           | 50 000 $ | Dur (ext.) | Kathy Rinaldi   | 6-1, 7-5 | Parcours |
| 2  | 26/09/1983 | Ginny of Bakersfield, Bakersfield |           | 50 000 $ | Dur (ext.) | Jennifer Mundel | 6-4, 6-1 | Parcours |

### Titre en double dames
Aucun

### Finale en double dames
Aucune

## Parcours en Grand Chelem

### En simple dames
| Année | Open d'Australie (janvier) | Open d'Australie (janvier) | Internationaux de France | Internationaux de France | Wimbledon       | Wimbledon      | US Open         | US Open          | Open d'Australie (décembre) | Open d'Australie (décembre) |
| ----- | -------------------------- | -------------------------- | ------------------------ | ------------------------ | --------------- | -------------- | --------------- | ---------------- | --------------------------- | --------------------------- |
| 1979  | n/a                        | n/a                        | -                        | -                        | -               | -              | 3e tour (1/16)  | Jeanne Duvall    | -                           | -                           |
| 1980  | n/a                        | n/a                        | 1er tour (1/32)          | Marie Neumanova          | 1er tour (1/64) | Lesley Charles | 1er tour (1/64) | Dianne Fromholtz | -                           | -                           |
| 1981  | n/a                        | n/a                        | 3e tour (1/16)           | Virginia Ruzici          | -               | -              | 3e tour (1/16)  | Andrea Leand     | -                           | -                           |
| 1982  | n/a                        | n/a                        | 2e tour (1/32)           | Kathy Rinaldi            | -               | -              | 1er tour (1/64) | Michelle Casati  | -                           | -                           |
| 1983  | n/a                        | n/a                        | 1er tour (1/64)          | Dana Gilbert             | -               | -              | 2e tour (1/32)  | Rosie Casals     | -                           | -                           |
| 1984  | n/a                        | n/a                        | 1er tour (1/64)          | Yvonne Vermaak           | -               | -              | 1er tour (1/64) | M. Skuherská     | -                           | -                           |

À droite du résultat, l’ultime adversaire.

### En double dames
| Année | Open d'Australie (janvier) | Open d'Australie (janvier) | Internationaux de France      | Internationaux de France | Wimbledon | Wimbledon | US Open                      | US Open                    | Open d'Australie (décembre) | Open d'Australie (décembre) |
| ----- | -------------------------- | -------------------------- | ----------------------------- | ------------------------ | --------- | --------- | ---------------------------- | -------------------------- | --------------------------- | --------------------------- |
| 1979  | n/a                        | n/a                        | 1er tour (1/16) A. Buchanan   | Diane Evers R. Tomanová  | -         | -         | -                            | -                          | -                           | -                           |
| 1980  | n/a                        | n/a                        | 1er tour (1/16) Duk-Hee Lee   | Laura duPont R. McCallum | -         | -         | 1er tour (1/32) E. Little    | Andrea Jaeger R. Maršíková | -                           | -                           |
| 1981  | n/a                        | n/a                        | 1er tour (1/32) J. Goodling   | M. Pakker Van der Torre  | -         | -         | 2e tour (1/16) J. Goodling   | Kate Gompert Vicki Nelson  | -                           | -                           |
| 1982  | n/a                        | n/a                        | 1er tour (1/32) Kate Latham   | Eva Pfaff R. Tomanová    | -         | -         | 1er tour (1/32) S. Gordon    | Y. Vermaak Nancy Yeargin   | -                           | -                           |
| 1983  | n/a                        | n/a                        | 1er tour (1/32) Pilar Vásquez | Amy Holton Kathy Holton  | -         | -         | 1er tour (1/32) Etsuko Inoue | Patty Fendick Hetherington | -                           | -                           |
| 1984  | n/a                        | n/a                        | 1er tour (1/32) Vicki Nelson  | C. Jolissaint M. Mesker  | -         | -         | -                            | -                          | -                           | -                           |

Sous le résultat, la partenaire ; à droite, l’ultime équipe adverse.

### En double mixte
| Année | Open d'Australie (janvier), | Open d'Australie (janvier), | Internationaux de France | Internationaux de France | Wimbledon | Wimbledon | US Open                   | US Open                  | Open d'Australie (décembre), | Open d'Australie (décembre), |
| 1980  | n/a                         | n/a                         | -                        | -                        | -         | -         | 1er tour (1/16) Leo Palin | Greer Stevens Bob Hewitt | n/a                          | n/a                          |

Sous le résultat, le partenaire ; à droite, l’ultime équipe adverse.

## Classements WTA

### Classements en simple en fin de saison
| Année | 1983 |
| Rang  | 74   |

Source : (en) « Classements de Julie Harrington », sur le site officiel du WTA Tour